# Calosota capensis
Calosota capensis är en stekelart som beskrevs av Karl-Johan Hedqvist 1970. Calosota capensis ingår i släktet Calosota och familjen hoppglanssteklar. Inga underarter finns listade.